# Финал чемпионата мира по снукеру 1985
Финальный матч чемпионата мира по снукеру 1985 года проходил с 27 по 29 апреля 1985 года в Театре Крусибл, Шеффилд (Англия). Финал и, соответственно, турнир, выиграл североирландец Деннис Тейлор, победивший предыдущего чемпиона мира, англичанина Стива Дэвиса, со счётом 18:17.

## Статистика и интересные факты
- Перед началом финала Дэвис занимал 1 место в официальном рейтинге; Тейлор — 11-е[1].
- Это был четвёртый финал Дэвиса на чемпионатах мира, в предыдущих трёх он одержал победу. Тейлор достиг решающей стадии турнира во второй раз; в первом своём финале он уступил Терри Гриффитсу[2].
- В четвёртый раз в истории финал чемпионата заканчивался в решающей партии. В истории турнира в Крусибле это был первый подобный случай[2].
- Под конец игры за матчем (он транслировался на канале BBC 2) наблюдали 18 с половиной миллионов телезрителей.
- Результат матча оказался большой неожиданностью — Стив Дэвис перед началом игры считался фаворитом.
- Тейлор получил 60 000 фунтов стерлингов призовых, Дэвис — 35 000.
- Сразу после своего поражения Дэвис сказал в интервью: «Всё было чёрно-белое». Эта фраза стала известной. А Деннис Тейлор позже заявил, что дальний коричневый, который он забил, начав своё «спасение» в последнем фрейме, оказался его самым лучшим ударом, сделанным под психологическим давлением[3].
- Для Тейлора эта победа на чемпионате стала первой и последней, более он никогда не выходил даже в финал. Стив Дэвис затем ещё трижды выигрывал первенство.
- Финал комментировали Тед Лоу и Джим Мидоукрофт.
- Рефери матча был Джон Уильямс.
- Во время чемпионата мира 2010 года был сыгран выставочный матч между Дэвисом и Тейлором в честь 25-летнего юбилея этого знаменитого финала[4].

### Путь соперников к финалу
| Стив Дэвис 10:8 Нил Фудс Стив Дэвис 13:4 Дэвид Тейлор Стив Дэвис 13:6 Терри Гриффитс Стив Дэвис 16:5 Рэй Риардон | Деннис Тейлор 10:2 Сильвиньо Франсиско Деннис Тейлор 13:6 Эдди Чарльтон Деннис Тейлор 13:5 Клифф Торбурн Деннис Тейлор 16:5 Тони Ноулз |

## Ход игры
Финальный матч начался с подавляющего преимущества Дэвиса — первая игровая сессия закончилась со счётом 7:0. Затем он лидировал и 8:0, однако Тейлор сумел сделать большой камбэк и сократить отставание до 7:9, а затем и сравнять счёт — 11:11. Тем не менее, Дэвис выиграл следующие две партии на чёрном, а чуть позже вёл уже 17:15. Таким образом, ему оставалось выиграть всего один фрейм до окончательной победы, но Деннис вновь отыгрался и довёл матч до решающей, 35 партии.

### Последний фрейм
В этой партии, длившейся более часа, Тейлор снова оказался на грани поражения — после его неудачного отыгрыша при счёте 44-57 Стив Дэвис забил жёлтый, а через непродолжительное время случайно отправил в лузу зелёный, и повёл 62-44. Для того, чтобы практически гарантировать себе победу, Стиву надо было забить всего один шар. Однако это ему не удалось, и в конце концов Тейлор сложным дальним ударом забил коричневый.
- Последний фрейм — видео (часть 1)

Это стало началом его серии из трёх шаров, каждый из которых был повышенной сложности. Забив коричневый, синий и розовый, Деннис решился на атаку чёрного даблом, но шар попал в губу, оставшись на неигровой позиции. После нескольких ударов, среди которых Дэвис использовал только позиционные, а Тейлор — остро атакующие и вместе с тем очень рискованные, Стив получил относительно несложный шар, но, ко всеобщему удивлению, промахнулся, причём промах был на перерезке и довольно большой. По словам Дэвиса впоследствии, он ещё целый месяц после матча переживал этот досадный промах, стоивший ему победы. После этого уже Деннису предоставился хороший шанс забить последний чёрный, поскольку в результате биток остановился в районе центра стола, а прицельный шар — недалеко от лузы. Деннис долго готовился к исполнению этого удара и забил, выиграв турнир. В знак своей победы он вскинул кий над головой и потряс им несколько раз.
Игра закончилась 29 апреля в 00:19 по местному времени.
- Последний фрейм — видео (часть 2)

### Результат матча
| Финал: Матч до 18 побед. Театр Крусибл, Шеффилд, 27, 28 и 29 апреля 1985 года. Рефери: Джон Уильямс |       |                     |
| Деннис Тейлор · Северная Ирландия                                                                   | 18:17 | Стив Дэвис · Англия |
| Счёт последней партии 66-62 Деннис Тейлор — чемпион мира по снукеру 1985 года.                      |       |                     |

## Рекорды
- Количество телезрителей в Великобритании (18.5 миллионов) на то время стало рекордным вообще для спортивных событий.
- Этот матч впоследствии был признан самым запоминающимся и захватывающим снукерным матчем, а в топ-100 спортивных событий страны игра заняла 9 место[5].
- Финал ЧМ-1985 — единственный в истории, когда судьба мирового первенства решалась в последней партии и в последнем шаре.
- На то время матч стал рекордным по продолжительности — 890 минут чистого времени (игры), или почти 15 часов. А последний фрейм длился 68 минут.